# Herrsingel i badminton vid olympiska sommarspelen 2016
Herrsingel i badminton vid olympiska sommarspelen 2016 spelades mellan 11 och 20 augusti i Riocentro – Pavilion 4. Den 21 juli avgjordes seedningen.

## Medaljörer
| Gren   | Guld           | Silver                 | Brons                  |
| Singel | Chen Long Kina | Lee Chong Wei Malaysia | Viktor Axelsen Danmark |

## Resultat

### Gruppspel

#### Grupp A
| Spelare                   | Pld | W | L | SW | SL | Pts |
| ------------------------- | --- | - | - | -- | -- | --- |
| Lee Chong Wei (MAS)       | 2   | 2 | 0 | 4  | 0  | 2   |
| Derek Wong Zi Liang (SIN) | 2   | 1 | 1 | 2  | 2  | 1   |
| Soren Opti (SUR)          | 2   | 0 | 2 | 0  | 4  | 0   |

| Spelare 1                 | Resultat          | Spelare 2                 |
| 11 augusti, 09:35         | 11 augusti, 09:35 | 11 augusti, 09:35         |
| ------------------------- | ----------------- | ------------------------- |
| Lee Chong Wei (MAS)       | 21–2 21–3         | Soren Opti (SUR)          |
| 12 augusti, 10:45         |                   |                           |
| Derek Wong Zi Liang (SIN) | 21–5 21–6         | Soren Opti (SUR)          |
| 14 augusti, 08:55         |                   |                           |
| Lee Chong Wei (MAS)       | 21–18 21–8        | Derek Wong Zi Liang (SIN) |

#### Grupp C
| Spelare               | Pld | W | L | SW | SL | Pts |
| --------------------- | --- | - | - | -- | -- | --- |
| Chou Tien-chen (TPE)  | 2   | 2 | 0 | 4  | 0  | 2   |
| Misha Zilberman (ISR) | 2   | 1 | 1 | 2  | 2  | 1   |
| Yuhan Tan (BEL)       | 2   | 0 | 2 | 0  | 4  | 0   |

| Spelare 1            | Resultat          | Spelare 2             |
| 12 augusti, 20:30    | 12 augusti, 20:30 | 12 augusti, 20:30     |
| -------------------- | ----------------- | --------------------- |
| Chou Tien-chen (TPE) | 21–9 21–11        | Misha Zilberman (ISR) |
| 13 augusti, 17:25    |                   |                       |
| Yuhan Tan (BEL)      | 20–22 12–21       | Misha Zilberman (ISR) |
| 14 augusti, 10:05    |                   |                       |
| Chou Tien-chen (TPE) | 21–14 21–8        | Yuhan Tan (BEL)       |

#### Grupp D
| Spelare              | Pld | W | L | SW | SL | Pts |
| -------------------- | --- | - | - | -- | -- | --- |
| Hu Yun (HKG)         | 2   | 2 | 0 | 4  | 0  | 2   |
| Pablo Abián (ESP)    | 2   | 1 | 1 | 2  | 2  | 1   |
| Jaspar Yu Woon (BRU) | 2   | 0 | 2 | 0  | 4  | 0   |

| Spelare 1         | Resultat          | Spelare 2            |
| 12 augusti, 19:55 | 12 augusti, 19:55 | 12 augusti, 19:55    |
| ----------------- | ----------------- | -------------------- |
| Hu Yun (HKG)      | 21–16 21–15       | Jaspar Yu Woon (BRU) |
| 13 augusti, 20:30 |                   |                      |
| Pablo Abián (ESP) | 21–12 21–10       | Jaspar Yu Woon (BRU) |
| 14 augusti, 15:30 |                   |                      |
| Hu Yun (HKG)      | 21–18 21–19       | Pablo Abián (ESP)    |

#### Grupp E
| Spelare                  | Pld | W | L | SW | SL | Pts |
| ------------------------ | --- | - | - | -- | -- | --- |
| Lin Dan (CHN)            | 3   | 3 | 0 | 6  | 0  | 3   |
| Nguyễn Tiến Minh (VIE)   | 3   | 2 | 1 | 4  | 3  | 2   |
| Vladimir Malkov (RUS)    | 3   | 1 | 2 | 3  | 4  | 1   |
| David Obernosterer (AUT) | 3   | 0 | 3 | 0  | 6  | 0   |

| Spelare 1              | Resultat          | Spelare 2                |
| 11 augusti, 08:25      | 11 augusti, 08:25 | 11 augusti, 08:25        |
| ---------------------- | ----------------- | ------------------------ |
| Lin Dan (CHN)          | 21–5 21–11        | David Obernosterer (AUT) |
| 11 augusti, 11:55      |                   |                          |
| Nguyễn Tiến Minh (VIE) | 15–21 –9 21–13    | Vladimir Malkov (RUS)    |
| 12 augusti, 09:00      |                   |                          |
| Lin Dan (CHN)          | 21–18 21–7        | Vladimir Malkov (RUS)    |
| 12 augusti, 20:30      |                   |                          |
| Nguyễn Tiến Minh (VIE) | 21–18 21–14       | David Obernosterer (AUT) |
| 14 augusti, 09:40      |                   |                          |
| Lin Dan (CHN)          | 21–7 21–12        | Nguyễn Tiến Minh (VIE)   |
| 14 augusti, 10:40      |                   |                          |
| Vladimir Malkov (RUS)  | 21–11 21–10       | David Obernosterer (AUT) |

#### Grupp G
| Spelare                | Pld | W | L | SW | SL | Pts |
| ---------------------- | --- | - | - | -- | -- | --- |
| Jan Ø. Jørgensen (DEN) | 2   | 2 | 0 | 4  | 0  | 2   |
| Brice Leverdez (FRA)   | 2   | 1 | 1 | 2  | 3  | 1   |
| Raul Must (EST)        | 2   | 0 | 2 | 1  | 4  | 0   |

| Spelare 1              | Resultat          | Spelare 2            |
| 12 augusti, 16:40      | 12 augusti, 16:40 | 12 augusti, 16:40    |
| ---------------------- | ----------------- | -------------------- |
| Jan Ø. Jørgensen (DEN) | 21–8 21–15        | Raul Must (EST)      |
| 13 augusti, 20:30      |                   |                      |
| Brice Leverdez (FRA)   | 21–18 18–21 –12   | Raul Must (EST)      |
| 14 augusti, 15:30      |                   |                      |
| Jan Ø. Jørgensen (DEN) | 21–11 21–18       | Brice Leverdez (FRA) |

#### Grupp H
| Spelare                | Pld | W | L | SW | SL | Pts |
| ---------------------- | --- | - | - | -- | -- | --- |
| Srikanth Kidambi (IND) | 2   | 2 | 0 | 4  | 0  | 2   |
| Henri Hurskainen (SWE) | 2   | 1 | 1 | 2  | 2  | 1   |
| Lino Muñoz (MEX)       | 2   | 0 | 2 | 0  | 4  | 0   |

| Spelare 1              | Resultat          | Spelare 2              |
| 11 augusti, 21:05      | 11 augusti, 21:05 | 11 augusti, 21:05      |
| ---------------------- | ----------------- | ---------------------- |
| Srikanth Kidambi (IND) | 21–11 21–17       | Lino Muñoz (MEX)       |
| 13 augusti, 15:55      |                   |                        |
| Henri Hurskainen (SWE) | 21–12 21–11       | Lino Muñoz (MEX)       |
| 14 augusti, 10:40      |                   |                        |
| Srikanth Kidambi (IND) | 21–6 21–18        | Henri Hurskainen (SWE) |

#### Grupp I
| Spelare            | Pld | W | L | SW | SL | Pts |
| ------------------ | --- | - | - | -- | -- | --- |
| Rajiv Ouseph (GBR) | 2   | 2 | 0 | 4  | 0  | 2   |
| Sho Sasaki (JPN)   | 2   | 1 | 1 | 2  | 3  | 1   |
| Petr Koukal (CZE)  | 2   | 0 | 2 | 1  | 4  | 0   |

| Spelare 1          | Resultat          | Spelare 2         |
| 11 augusti, 19:55  | 11 augusti, 19:55 | 11 augusti, 19:55 |
| ------------------ | ----------------- | ----------------- |
| Rajiv Ouseph (GBR) | 21–14 21–18       | Petr Koukal (CZE) |
| 13 augusti, 10:10  |                   |                   |
| Sho Sasaki (JPN)   | 21–10 16–21 –12   | Petr Koukal (CZE) |
| 14 augusti, 10:05  |                   |                   |
| Rajiv Ouseph (GBR) | 21–15 21–9        | Sho Sasaki (JPN)  |

#### Grupp J
| Spelare               | Pld | W | L | SW | SL | Pts |
| --------------------- | --- | - | - | -- | -- | --- |
| Tommy Sugiarto (INA)  | 2   | 2 | 0 | 4  | 0  | 2   |
| Osleni Guerrero (CUB) | 2   | 1 | 1 | 2  | 2  | 1   |
| Howard Shu (USA)      | 2   | 0 | 2 | 0  | 4  | 0   |

| Spelare 1             | Resultat          | Spelare 2             |
| 12 augusti, 08:00     | 12 augusti, 08:00 | 12 augusti, 08:00     |
| --------------------- | ----------------- | --------------------- |
| Tommy Sugiarto (INA)  | 21–14 21–10       | Howard Shu (USA)      |
| 13 augusti, 11:20     |                   |                       |
| Osleni Guerrero (CUB) | 21–16 21–15       | Howard Shu (USA)      |
| 14 augusti, 08:55     |                   |                       |
| Tommy Sugiarto (INA)  | 21–12 21–14       | Osleni Guerrero (CUB) |

#### Grupp K
| Spelare                       | Pld | W | L | SW | SL | Pts |
| ----------------------------- | --- | - | - | -- | -- | --- |
| Scott Evans (IRL)             | 2   | 2 | 0 | 4  | 2  | 2   |
| Marc Zwiebler (GER)           | 2   | 1 | 1 | 3  | 2  | 1   |
| Ygor Coelho de Oliveira (BRA) | 2   | 0 | 2 | 1  | 4  | 0   |

| Spelare 1                     | Resultat          | Spelare 2                     |
| 12 augusti, 11:20             | 12 augusti, 11:20 | 12 augusti, 11:20             |
| ----------------------------- | ----------------- | ----------------------------- |
| Marc Zwiebler (GER)           | 21–9 17–21 7–21   | Scott Evans (IRL)             |
| 13 augusti, 19:55             |                   |                               |
| Ygor Coelho de Oliveira (BRA) | 8–21 –19 8–21     | Scott Evans (IRL)             |
| 14 augusti, 15:55             |                   |                               |
| Marc Zwiebler (GER)           | 21–12 21–12       | Ygor Coelho de Oliveira (BRA) |

#### Grupp L
| Spelare               | Pld | W | L | SW | SL | Pts |
| --------------------- | --- | - | - | -- | -- | --- |
| Viktor Axelsen (DEN)  | 2   | 2 | 0 | 4  | 0  | 2   |
| Boonsak Ponsana (THA) | 2   | 1 | 1 | 2  | 3  | 1   |
| Lee Dong-keun (KOR)   | 2   | 0 | 2 | 1  | 4  | 0   |

| Spelare 1            | Resultat          | Spelare 2             |
| 11 augusti, 11:20    | 11 augusti, 11:20 | 11 augusti, 11:20     |
| -------------------- | ----------------- | --------------------- |
| Viktor Axelsen (DEN) | 21–14 21–13       | Boonsak Ponsana (THA) |
| 13 augusti, 09:35    |                   |                       |
| Lee Dong-keun (KOR)  | 19–21 –17 16–21   | Boonsak Ponsana (THA) |
| 14 augusti, 11:15    |                   |                       |
| Viktor Axelsen (DEN) | 21–11 21–13       | Lee Dong-keun (KOR)   |

#### Grupp M
| Spelare              | Pld | W | L | SW | SL | Pts |
| -------------------- | --- | - | - | -- | -- | --- |
| Ng Ka Long (HKG)     | 2   | 2 | 0 | 4  | 0  | 2   |
| Martin Giuffre (CAN) | 2   | 1 | 1 | 2  | 3  | 1   |
| Pedro Martins (POR)  | 2   | 0 | 2 | 1  | 4  | 0   |

| Spelare 1           | Resultat          | Spelare 2            |
| 11 augusti, 19:30   | 11 augusti, 19:30 | 11 augusti, 19:30    |
| ------------------- | ----------------- | -------------------- |
| Ng Ka Long (HKG)    | 21–11 21–14       | Martin Giuffre (CAN) |
| 13 augusti, 11:20   |                   |                      |
| Pedro Martins (POR) | 21–14 22–24 6–21  | Martin Giuffre (CAN) |
| 14 augusti, 09:40   |                   |                      |
| Ng Ka Long (HKG)    | 21–17 21–18       | Pedro Martins (POR)  |

#### Grupp N
| Spelare               | Pld | W | L | SW | SL | Pts |
| --------------------- | --- | - | - | -- | -- | --- |
| Son Wan-ho (KOR)      | 2   | 2 | 0 | 4  | 0  | 2   |
| Jacob Maliekal (RSA)  | 2   | 1 | 1 | 2  | 2  | 1   |
| Artem Potjtarev (UKR) | 2   | 0 | 2 | 0  | 4  | 0   |

| Spelare 1             | Resultat          | Spelare 2             |
| 11 augusti, 19:30     | 11 augusti, 19:30 | 11 augusti, 19:30     |
| --------------------- | ----------------- | --------------------- |
| Son Wan-ho (KOR)      | 21–10 21–10       | Jacob Maliekal (RSA)  |
| 12 augusti, 19:55     |                   |                       |
| Artem Potjtarev (UKR) | 18–21 19–21       | Jacob Maliekal (RSA)  |
| 14 augusti, 08:30     |                   |                       |
| Son Wan-ho (KOR)      | 21–9 21–15        | Artem Potjtarev (UKR) |

#### Grupp P
| Spelare                  | Pld  | W    | L    | SW   | SL   | Pts  |
| ------------------------ | ---- | ---- | ---- | ---- | ---- | ---- |
| Chen Long (CHN)          | 2    | 2    | 0    | 4    | 0    | 2    |
| Niluka Karunaratne (SRI) | 2    | 1    | 1    | 2    | 2    | 1    |
| Adrian Dziółko (POL)     | 2    | 0    | 2    | 0    | 4    | 0    |
| Kevin Cordón (GUA)       | i.u. | i.u. | i.u. | i.u. | i.u. | i.u. |

| Spelare 1            | Resultat          | Spelare 2                |
| 11 augusti, 10:10    | 11 augusti, 10:10 | 11 augusti, 10:10        |
| -------------------- | ----------------- | ------------------------ |
| Chen Long (CHN)      | 21–7 21–10        | Niluka Karunaratne (SRI) |
| 11 augusti, 20:30    |                   |                          |
| Kevin Cordón (GUA)   | 21–18 10–21 13–21 | Adrian Dziółko (POL)     |
| 12 augusti, 19:30    |                   |                          |
| Kevin Cordón (GUA)   | w/o               | Niluka Karunaratne (SRI) |
| 13 augusti, 08:25    |                   |                          |
| Chen Long (CHN)      | 21–12 21–9        | Adrian Dziółko (POL)     |
| 14 augusti, 10:40    |                   |                          |
| Chen Long (CHN)      | w/o               | Kevin Cordón (GUA)       |
| 14 augusti, 15:55    |                   |                          |
| Adrian Dziółko (POL) | 19–21 22–24       | Niluka Karunaratne (SRI) |

### Slutspelsträd
|  | Åttondelsfinaler       | Åttondelsfinaler       | Åttondelsfinaler       | Åttondelsfinaler     |                      |                      | Kvartsfinaler | Kvartsfinaler        | Kvartsfinaler | Kvartsfinaler |    |    | Semifinaler | Semifinaler | Semifinaler | Semifinaler |  |  | Final | Final | Final | Final |
|  |                        |                        |                        |                      |                      |                      |               |                      |               |               |    |    |             |             |             |             |  |  |       |       |       |       |
|  |                        |                        |                        |                      |                      |                      |               |                      |               |               |    |    |             |             |             |             |  |  |       |       |       |       |
|  |                        |                        |                        |                      |                      |                      |               |                      |               |               |    |    |             |             |             |             |  |  |       |       |       |       |
|  |                        |                        |                        |                      |                      |                      |               |                      |               |               |    |    |             |             |             |             |  |  |       |       |       |       |
|  |                        |                        |                        |                      |                      |                      |               |                      |               |               |    |    |             |             |             |             |  |  |       |       |       |       |
|  |                        |                        |                        |                      |                      |                      |               |                      |               |               |    |    |             |             |             |             |  |  |       |       |       |       |
|  | Lee Chong Wei (MAS)    | Lee Chong Wei (MAS)    | 21                     | 21                   |                      |                      |               |                      |               |               |    |    |             |             |             |             |  |  |       |       |       |       |
|  | Lee Chong Wei (MAS)    | Lee Chong Wei (MAS)    | 21                     | 21                   |                      |                      |               |                      |               |               |    |    |             |             |             |             |  |  |       |       |       |       |
|  |                        |                        | Chou Tien-chen (TPE)   | Chou Tien-chen (TPE) | 9                    | 15                   |               |                      |               |               |    |    |             |             |             |             |  |  |       |       |       |       |
|  | Chou Tien-chen (TPE)   | Chou Tien-chen (TPE)   | Chou Tien-chen (TPE)   | Chou Tien-chen (TPE) | 9                    | 15                   | 21            | 21                   |               |               |    |    |             |             |             |             |  |  |       |       |       |       |
|  | Chou Tien-chen (TPE)   | Chou Tien-chen (TPE)   |                        |                      |                      |                      | 21            | 21                   |               |               |    |    |             |             |             |             |  |  |       |       |       |       |
|  | Hu Yun (HKG)           | Hu Yun (HKG)           | 10                     | 13                   |                      |                      |               |                      |               |               |    |    |             |             |             |             |  |  |       |       |       |       |
|  | Hu Yun (HKG)           | Hu Yun (HKG)           | 10                     | 13                   | Lee Chong Wei (MAS)  | 15                   | 21            | 22                   |               |               |    |    |             |             |             |             |  |  |       |       |       |       |
|  |                        |                        |                        |                      | Lee Chong Wei (MAS)  | 15                   | 21            | 22                   |               |               |    |    |             |             |             |             |  |  |       |       |       |       |
|  |                        | Lin Dan (CHN)          | 21                     | 11                   | 20                   |                      |               |                      |               |               |    |    |             |             |             |             |  |  |       |       |       |       |
|  |                        | Lin Dan (CHN)          | 21                     | 11                   | 20                   |                      |               |                      |               |               |    |    |             |             |             |             |  |  |       |       |       |       |
|  |                        |                        |                        |                      |                      |                      |               |                      |               |               |    |    |             |             |             |             |  |  |       |       |       |       |
|  |                        |                        |                        |                      |                      |                      |               |                      |               |               |    |    |             |             |             |             |  |  |       |       |       |       |
|  | Lin Dan (CHN)          | 21                     | 11                     | 21                   |                      |                      |               |                      |               |               |    |    |             |             |             |             |  |  |       |       |       |       |
|  | Lin Dan (CHN)          | 21                     | 11                     | 21                   |                      |                      |               |                      |               |               |    |    |             |             |             |             |  |  |       |       |       |       |
|  |                        |                        | Srikanth Kidambi (IND) | 6                    | 21                   | 18                   |               |                      |               |               |    |    |             |             |             |             |  |  |       |       |       |       |
|  | Jan Ø. Jørgensen (DEN) | Jan Ø. Jørgensen (DEN) | Srikanth Kidambi (IND) | 6                    | 21                   | 18                   | 19            | 19                   |               |               |    |    |             |             |             |             |  |  |       |       |       |       |
|  | Jan Ø. Jørgensen (DEN) | Jan Ø. Jørgensen (DEN) |                        |                      |                      |                      | 19            | 19                   |               |               |    |    |             |             |             |             |  |  |       |       |       |       |
|  | Srikanth Kidambi (IND) | Srikanth Kidambi (IND) | 21                     | 21                   |                      |                      |               |                      |               |               |    |    |             |             |             |             |  |  |       |       |       |       |
|  | Srikanth Kidambi (IND) | Srikanth Kidambi (IND) | 21                     | 21                   | Lee Chong Wei (MAS)  | Lee Chong Wei (MAS)  | 18            | 18                   |               |               |    |    |             |             |             |             |  |  |       |       |       |       |
|  |                        |                        |                        |                      | Lee Chong Wei (MAS)  | Lee Chong Wei (MAS)  | 18            | 18                   |               |               |    |    |             |             |             |             |  |  |       |       |       |       |
|  |                        | Chen Long (CHN)        | Chen Long (CHN)        | 21                   | 21                   |                      |               |                      |               |               |    |    |             |             |             |             |  |  |       |       |       |       |
|  | Rajiv Ouseph (GBR)     | Chen Long (CHN)        | Chen Long (CHN)        | 21                   | 21                   | 21                   | 14            | 21                   |               |               |    |    |             |             |             |             |  |  |       |       |       |       |
|  | Rajiv Ouseph (GBR)     |                        |                        |                      |                      | 21                   | 14            | 21                   |               |               |    |    |             |             |             |             |  |  |       |       |       |       |
|  | Tommy Sugiarto (INA)   | 13                     | 21                     | 16                   |                      |                      |               |                      |               |               |    |    |             |             |             |             |  |  |       |       |       |       |
|  | Tommy Sugiarto (INA)   | 13                     | 21                     | 16                   | Rajiv Ouseph (GBR)   | Rajiv Ouseph (GBR)   | 12            | 16                   |               |               |    |    |             |             |             |             |  |  |       |       |       |       |
|  |                        |                        |                        |                      | Rajiv Ouseph (GBR)   | Rajiv Ouseph (GBR)   | 12            | 16                   |               |               |    |    |             |             |             |             |  |  |       |       |       |       |
|  |                        | Viktor Axelsen (DEN)   | Viktor Axelsen (DEN)   | 21                   | 21                   |                      |               |                      |               |               |    |    |             |             |             |             |  |  |       |       |       |       |
|  | Scott Evans (IRL)      | Scott Evans (IRL)      | Viktor Axelsen (DEN)   | 21                   | 21                   | 16                   | 12            |                      |               |               |    |    |             |             |             |             |  |  |       |       |       |       |
|  | Scott Evans (IRL)      | Scott Evans (IRL)      |                        |                      |                      |                      | 12            |                      |               |               |    |    |             |             |             |             |  |  |       |       |       |       |
|  | Viktor Axelsen (DEN)   | Viktor Axelsen (DEN)   | 21                     | 21                   |                      |                      |               |                      |               |               |    |    |             |             |             |             |  |  |       |       |       |       |
|  | Viktor Axelsen (DEN)   | Viktor Axelsen (DEN)   | 21                     | 21                   | Viktor Axelsen (DEN) | Viktor Axelsen (DEN) | 14            | 15                   |               |               |    |    |             |             |             |             |  |  |       |       |       |       |
|  |                        |                        |                        |                      | Viktor Axelsen (DEN) | Viktor Axelsen (DEN) | 14            | 15                   |               |               |    |    |             |             |             |             |  |  |       |       |       |       |
|  |                        | Chen Long (CHN)        | Chen Long (CHN)        | 21                   | 21                   |                      | Bronsmatch    | Bronsmatch           | Bronsmatch    | Bronsmatch    |    |    |             |             |             |             |  |  |       |       |       |       |
|  | Ng Ka Long (HKG)       | Ng Ka Long (HKG)       | Chen Long (CHN)        | 21                   | 21                   | 21                   | Bronsmatch    | Bronsmatch           | Bronsmatch    | Bronsmatch    | 17 |    |             |             |             |             |  |  |       |       |       |       |
|  | Ng Ka Long (HKG)       | Ng Ka Long (HKG)       |                        |                      |                      |                      |               |                      |               |               | 17 |    |             |             |             |             |  |  |       |       |       |       |
|  | Son Wan-ho (KOR)       | Son Wan-ho (KOR)       | 23                     | 21                   |                      |                      |               |                      |               |               |    |    |             |             |             |             |  |  |       |       |       |       |
|  | Son Wan-ho (KOR)       | Son Wan-ho (KOR)       | 23                     | 21                   | Son Wan-ho (KOR)     | 11                   | 21            | 11                   | Lin Dan (CHN) | 21            | 10 | 17 |             |             |             |             |  |  |       |       |       |       |
|  |                        |                        |                        |                      | Son Wan-ho (KOR)     | 11                   | 21            | 11                   | Lin Dan (CHN) | 21            | 10 | 17 |             |             |             |             |  |  |       |       |       |       |
|  |                        |                        | Chen Long (CHN)        | 21                   | 18                   | 21                   |               | Viktor Axelsen (DEN) | 15            | 21            | 21 |    |             |             |             |             |  |  |       |       |       |       |
|  |                        |                        | Chen Long (CHN)        | 21                   | 18                   | 21                   |               | Viktor Axelsen (DEN) | 15            | 21            | 21 |    |             |             |             |             |  |  |       |       |       |       |
|  |                        |                        |                        |                      |                      |                      |               |                      |               |               |    |    |             |             |             |             |  |  |       |       |       |       |
|  |                        |                        |                        |                      |                      |                      |               |                      |               |               |    |    |             |             |             |             |  |  |       |       |       |       |
|  |                        |                        |                        |                      |                      |                      |               |                      |               |               |    |    |             |             |             |             |  |  |       |       |       |       |